# مارسيلو أغيري
مارسيلو أغيري (بالإسبانية: Marcelo Aguirre)‏ (25 أغسطس 1983 في الأرجنتين - ) هو لاعب كرة قدم أرجنتيني في مركز الوسط. لعب مع روزاريو سنترال وأورينتي بيتروليرو وClub Atlético Douglas Haig ‏ وأونيفرسيداد دي كونسيبسيون ‏.

## وصلات خارجية
- مارسيلو أغيري على موقع قاعدة بيانات كرة القدم.إي يو (الإنجليزية)
- مارسيلو أغيري على موقع Soccerway.com (الإنجليزية)
- مارسيلو أغيري على موقع AS.com (الإسبانية)